# Profvoetballer van het Jaar
Profvoetballer van het Jaar (Frans: Professionnel de l'Année) is een trofee en een titel die na elk voetbalseizoen wordt uitgereikt aan de beste voetballer in de Belgische competitie. Die andere grote Belgische voetbaltrofee, de Gouden Schoen, reikt zijn trofee uit na elk kalenderjaar (tussen twee voetbalseizoenen in).
Elke speler uit de Jupiler League mag stemmen op de beste voetballer uit de competitie en ook de Belgische voetballers in het buitenland mogen dat. Deze trofee is een initiatief van de L'Avenir, Het Nieuwsblad en de Pro League. De eerste editie van het Gala van de Profvoetballer van het Jaar vond plaats in 1984. De prijs werd in het verleden uitgereikt door Sport/Voetbalmagazine.
Sinds enkele jaren wordt ook de Trainer van het Jaar, Scheidsrechter van het Jaar en de Keeper van het Jaar verkozen.
Recordhouder is Marc Degryse, hij won de trofee 4 maal. Jan Ceulemans, Pär Zetterberg en Mbark Boussoufa wonnen de trofee elk 3 maal.

## Winnaars

### Mannen
| Jaar | Winnaar                                       | Club                                          | Geboorteland                                  |
| ---- | --------------------------------------------- | --------------------------------------------- | --------------------------------------------- |
| 1984 | Jan Ceulemans                                 | Club Brugge                                   | België                                        |
| 1985 | Jan Ceulemans                                 | Club Brugge                                   | België                                        |
| 1986 | Jan Ceulemans                                 | Club Brugge                                   | België                                        |
| 1987 | Juan Lozano                                   | RSC Anderlecht                                | Spanje                                        |
| 1988 | Marc Degryse                                  | Club Brugge                                   | België                                        |
| 1989 | Marc Emmers                                   | KV Mechelen                                   | België                                        |
| 1990 | Marc Degryse                                  | RSC Anderlecht                                | België                                        |
| 1991 | Enzo Scifo                                    | AJ Auxerre                                    | België                                        |
| 1992 | Philippe Albert                               | KV Mechelen                                   | België                                        |
| 1993 | Pär Zetterberg                                | SC Charleroi                                  | Zweden                                        |
| 1994 | Lorenzo Staelens                              | Club Brugge                                   | België                                        |
| 1995 | Marc Degryse                                  | RSC Anderlecht                                | België                                        |
| 1996 | Luc Nilis                                     | PSV                                           | België                                        |
| 1997 | Pär Zetterberg                                | RSC Anderlecht                                | Zweden                                        |
| 1998 | Pär Zetterberg                                | RSC Anderlecht                                | Zweden                                        |
| 1999 | Souleymane Oulare                             | RC Genk                                       | Guinee                                        |
| 2000 | Marc Degryse                                  | Germinal Beerschot                            | België                                        |
| 2001 | Walter Baseggio                               | RSC Anderlecht                                | België                                        |
| 2002 | Wesley Sonck                                  | RC Genk                                       | België                                        |
| 2003 | Timmy Simons                                  | Club Brugge                                   | België                                        |
| 2004 | Aruna Dindane                                 | RSC Anderlecht                                | Ivoorkust                                     |
| 2005 | Vincent Kompany                               | RSC Anderlecht                                | België                                        |
| 2006 | Mbark Boussoufa                               | KAA Gent                                      | Marokko                                       |
| 2007 | Mohamed Tchité                                | RSC Anderlecht                                | Burundi                                       |
| 2008 | Milan Jovanović                               | Standard Luik                                 | Servië                                        |
| 2009 | Mbark Boussoufa                               | RSC Anderlecht                                | Marokko                                       |
| 2010 | Mbark Boussoufa                               | RSC Anderlecht                                | Marokko                                       |
| 2011 | Ivan Perišić                                  | Club Brugge                                   | Kroatië                                       |
| 2012 | Matías Suárez                                 | RSC Anderlecht                                | Argentinië                                    |
| 2013 | Carlos Bacca                                  | Club Brugge                                   | Colombia                                      |
| 2014 | Thorgan Hazard                                | Zulte Waregem                                 | België                                        |
| 2015 | Víctor Vázquez                                | Club Brugge                                   | Spanje                                        |
| 2016 | Sofiane Hanni                                 | KV Mechelen                                   | Algerije                                      |
| 2017 | Youri Tielemans                               | RSC Anderlecht                                | België                                        |
| 2018 | Hans Vanaken                                  | Club Brugge                                   | België                                        |
| 2019 | Hans Vanaken                                  | Club Brugge                                   | België                                        |
| 2020 | Geen uitreiking door niet afwerken competitie | Geen uitreiking door niet afwerken competitie | Geen uitreiking door niet afwerken competitie |
| 2021 | Paul Onuachu                                  | KRC Genk                                      | Nigeria                                       |
| 2022 | Deniz Undav                                   | Union Sint-Gillis                             | Duitsland                                     |
| 2023 | Mike Trésor                                   | KRC Genk                                      | België                                        |
| 2024 | Cameron Puertas                               | Union Sint-Gillis                             | Spanje                                        |
| 2024 | Ardon Jashari                                 | Club Brugge                                   | Zwitserland                                   |

### Vrouwen
| Jaar | Winnaar        | Club           | Geboorteland |
| ---- | -------------- | -------------- | ------------ |
| 2021 | Laura De Neve  | RSC Anderlecht | België       |
| 2022 | Tessa Wullaert | RSC Anderlecht | België       |
| 2023 | Lore Jacobs    | RSC Anderlecht | België       |
| 2024 | Marie Detruyer | OH Leuven      | België       |
| 2025 | Mariam Toloba  | Standard Luik  | België       |